# Hooggerechtshof van India
Het Hooggerechtshof van India is de hoogste rechtbank in India zoals vastgesteld in Deel V, Hoofdstuk IV in de Grondwet van India. Volgens de grondwet is de rol van het Hooggerechtshof dat van een federale rechtbank, bewaker van de grondwet en het hoogste hof van beroep.

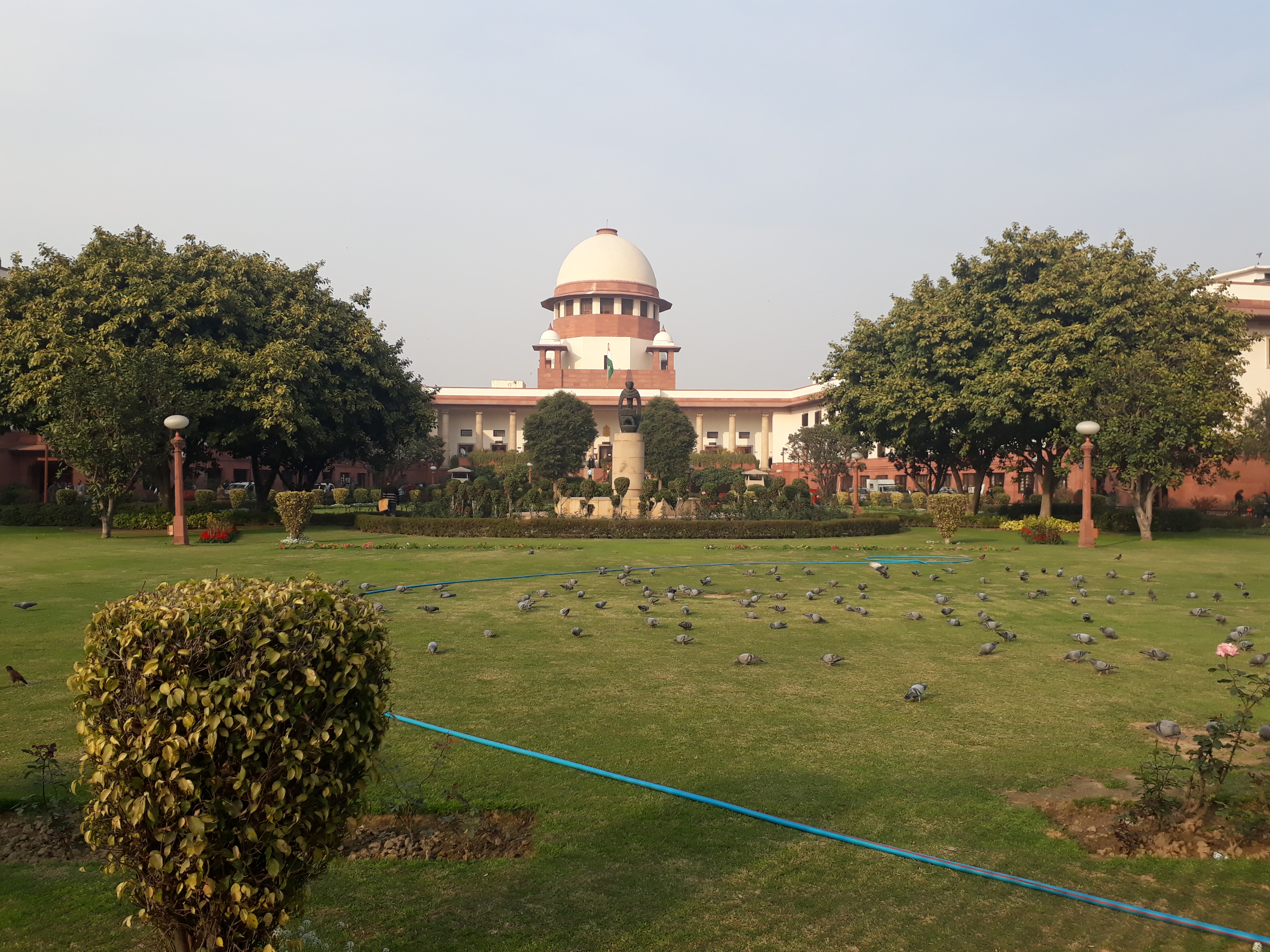
Hooggerechtshof van India

De artikelen 124 tot 147 van de grondwet zorgen voor de samenstelling en jurisdictie van het Hooggerechtshof. Het is voornamelijk een gerecht die een hoger beroep aanneemt tegen uitspraken van de 21 hooggerechtshoven van de staten en territoria. Maar het neemt ook verzoeken aan die te maken hebben met serieuze schendingen van de rechten van de mens of als een zaak een onmiddellijke oplossing behoeft. Het Hooggerechtshof had haar openingszitting op 28 januari 1950 en heeft sindsdien meer dan 24.000 uitspraken geleverd.